# Enjoy Illinois 300
Enjoy Illinois 300, är ett stockcarlopp ingående i Nascar Cup Series som körs över 240 varv (300 miles, 480 km) på den 1.25 mile (2.012 km) långa ovalbanan World Wide Technology Raceway i Madison, Illinois. Loppet kördes första gången 5 juni 2022 och ersatte Pocono Organics CBD 325 som kördes på Pocono Raceway.

## Vinnare genom tiderna
| Säsong | Datum  | Nr | Förare         | Team                     | Konstruktör | Distans | Distans      | Tid     | Snitthastighet (mph) | Rapport | Ref   |
| Säsong | Datum  | Nr | Förare         | Team                     | Konstruktör | Varv    | Miles (km)   | Tid     | Snitthastighet (mph) | Rapport | Ref   |
| ------ | ------ | -- | -------------- | ------------------------ | ----------- | ------- | ------------ | ------- | -------------------- | ------- | ----- |
| 2022   | 5 juni | 22 | Joey Logano    | Team Penske              | Ford        | 245     | 306.25 (490  | 3:07:34 | 97.965               | Rapport | [ 4 ] |
| 2023   | 4 juni | 4  | Kyle Busch     | Richard Childress Racing | Chevrolet   | 243     | 303,75 (486) | 3:28.16 | 87,508               | Rapport | [ 6 ] |
| 2024   | 2 juni | 2  | Austin Cindric | Team Penske              | Ford        | 240     | 300 (480)    | 2:48.03 | 107,11               | Rapport | [ 7 ] |

### Team med flera segrar
| Vinster | Team        | År         |
| ------- | ----------- | ---------- |
| 2       | Team Penske | 2022, 2024 |

### Konstruktörer efter antal segrar
| Antal segrar | Konstruktör | År         |
| ------------ | ----------- | ---------- |
| 2            | Ford        | 2022, 2024 |
| 1            | Chevrolet   | 2023       |

## Anmärkningslista
1. ↑  Loppet gick till övertid. Ett försök behövdes.[3]
2. ↑  Loppet gick till övertid. Ett försök behövdes.[5]